# Combe Lochère
La  Combe Lochère  est une vallée  située sur la commune de Beneuvre dans le département de la Côte-d'Or

## Statut
Le site est classé Zone naturelle d'intérêt écologique, faunistique et floristique de type I, sous le numéro régional n°100230000

## Description
La Combe Lochère est une mosaïque de marais de pente tufeux et de landes à genévriers et épines noires. Elle est située au nord de Beneuvre.

## Flore
La flore comportes des espèces boréales rares et protégées : le Choin ferrugineux  (Schoenus ferrugineus ,  la Swertie pérenne  (  Swertia perennis ), l’Orchis incarnat et l’Épipactis des marais.